# Melanorivulus crixas
Melanorivulus crixas, es un pez actinopeterigio de agua dulce, de la familia de los rivulines.

## Distribución y hábitat
Se distribuye por ríos de América del Sur, por la cuenca hidrográfica del río Crixás Açu y del río Araguaia, en Brasil. Son peces de agua dulce tropical y de comportamiento bentopelágico.